# Río San Jorge
Le río San Jorge est une rivière de Colombie et un affluent du río Magdalena.

## Géographie
Le río San Jorge prend sa source dans le nord de la cordillère Occidentale, au niveau du nœud de Paramillo, dans le département d'Antioquia. Il coule ensuite vers le nord-est, séparant les serranías de San Jerónimo et de Ayapel, avant de rejoindre le río Magdalena, après un parcours total de 368 km.